# アメリカアフリカ軍
アメリカ・アフリカ軍（アメリカ・アフリカぐん、英語：United States Africa Command、略称：USAFRICOM）は、アメリカ軍における統合軍の一つ。

## 概要

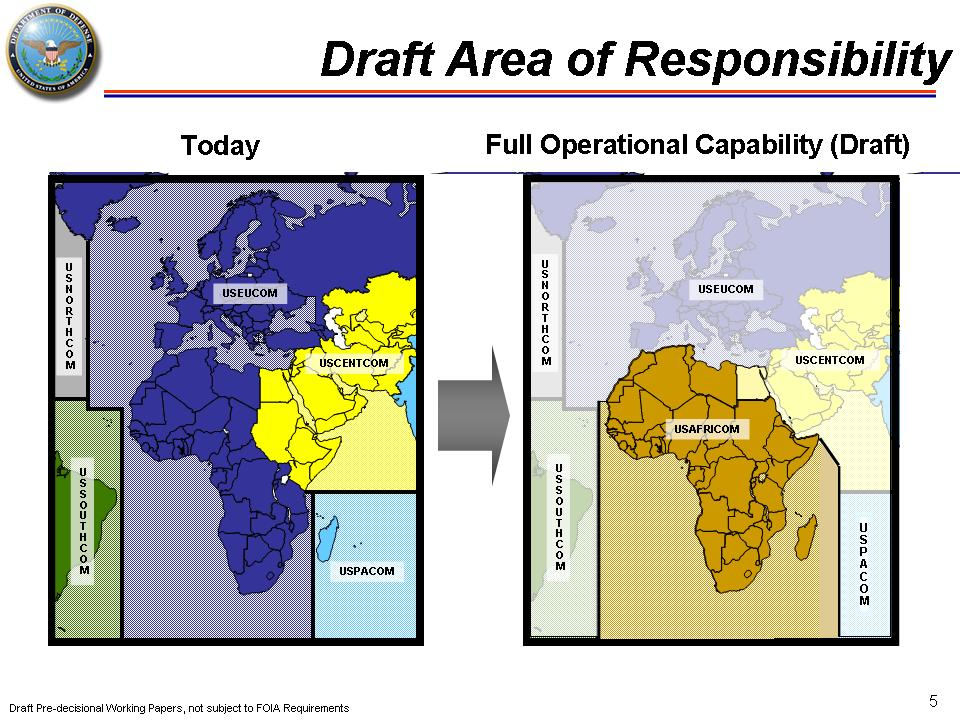
アフリカ軍の管轄範囲

2007年2月6日に設立がアナウンスされ、2008年9月30日より実働。アメリカ欧州軍とアメリカ中央軍およびアメリカ太平洋軍の分担範囲を調節し、エジプトを除くアフリカ全土を担当範囲とする。司令部所在地は欧州軍と同じドイツ・シュトゥットガルト。アフリカ地域ではジブチに唯一の恒久的な基地を置き、他の国々にも駐留している。
現在のアフリカ軍司令官は、マイケル・ラングレー海兵隊大将である。
アフリカ軍の設立により、紛争多発地域であるアフリカの角地域とスーダン、ケニアは中央軍を離れ、アフリカ軍の管轄下に入ることとなる。

## 編制

### 構成部隊
- アフリカ米陸軍（USARAF）：欧州軍隷下の南欧任務部隊（SETAF）より改編。
- アフリカ米空軍（AFAFRICA） / 第17空軍
- アフリカ米海兵隊（MARFORAF）：欧州軍隷下の在欧米海兵隊（USMAREUR）より派出。

### 隷下地域／機能別統合部隊
- 「アフリカの角」地域統合任務部隊（CJTF-HOA）
- 在アフリカ特殊作戦軍（USSOCAFRICA）：アフリカ軍において特殊作戦を管轄する部隊。
  - 環サハラ統合特殊作戦任務部隊（JSOTF-TS）

## 歴代司令官
| 代 | 写真 | 氏名                                                      | 軍種   | 着任           | 離任           |
| -- | ---- | --------------------------------------------------------- | ------ | -------------- | -------------- |
| 1  |      | ウィリアム・E・ワード陸軍大将 William E. Ward             | 陸軍   | 2007年 10月1日 | 2011年 3月8日  |
| 2  |      | カーター・ハム陸軍大将 Carter F. Ham                      | 陸軍   | 2011年 3月8日  | 2013年 4月5日  |
| 3  |      | デイビット・M・ロドリゲス陸軍大将 David M. Rodriguez      | 陸軍   | 2013年 4月5日  | 2016年 7月18日 |
| 4  |      | トーマス・ワルドハウザー海兵隊大将 Thomas D. Waldhauser   | 海兵隊 | 2016年 7月18日 | 2019年 7月26日 |
| 5  |      | スティーブン・J・タウンゼント陸軍大将 Stephen J. Townsend | 陸軍   | 2019年 7月26日 | 2022年 8月9日  |
| 6  |      | マイケル・ラングレー海兵隊大将 Michael Langley            | 海兵隊 | 2022年 8月9日  | 現職           |